# Olympische Winterspiele 1988/Teilnehmer (Polen)
| Gelbes Symbol für Goldmedaillen mit stilisierten Olympischen Ringen | Graues Symbol für Silbermedaillen mit stilisierten Olympischen Ringen | Braundes Symbol für Bronzemedaillen mit stilisierten Olympischen Ringen |
| ------------------------------------------------------------------- | --------------------------------------------------------------------- | ----------------------------------------------------------------------- |
| —                                                                   | —                                                                     | —                                                                       |

Polen nahm an den Olympischen Winterspielen 1988 im kanadischen Calgary mit einer Delegation von 32 Athleten in sechs Disziplinen teil, davon 28 Männer und 4 Frauen. Ein Medaillengewinn gelang keinem der Athleten.
Fahnenträger bei der Eröffnungsfeier war der Eishockeyspieler Henryk Gruth.

## Teilnehmer nach Sportarten

### Eishockey
Männer
| - Andrzej Hanisz - Gabriel Samolej - Franciszek Kukla - Robert Szopiński - Marek Cholewa - Henryk Gruth - Andrzej Kądziołka - Jerzy Potz - Andrzej Świątek - Jacek Szopiński - Janusz Adamiec | - Roman Steblecki - Jerzy Christ - Mirosław Copija - Leszek Jachna - Marek Stebnick - Piotr Kwasigroch - Ireneusz Pacula - Krzysztof Podsiadło - Krystian Sikorski - Jan Stopczyk - Jarosław Morawiecki |

- 11. Platz

### Eiskunstlauf
Männer
- Grzegorz Filipowski
5. Platz (10,8)

Eistanz
- Horonata Gorna & Andrzej Dostatni
17. Platz (34,0)

### Eisschnelllauf
Männer
- Jerzy Dominik
500 m: 25. Platz (37,83 s)
1000 m: 28. Platz (1:16,16 min)
1500 m: 36. Platz (1:59,03 min)

Frauen
- Erwina Ryś-Ferens
500 m: 19. Platz (41,38 s)
1000 m: 10. Platz (1:21,44 min)
1500 m: 7. Platz (2:04,68 min)
3000 m: 5. Platz (4:22,59 min)
5000 m: 21. Platz (7:50,43 min)

- Zofia Tokarczyk
500 m: 18. Platz (41,37 s)
1000 m: 13. Platz (1:21,80 min)
1500 m: 17. Platz (2:08,54 min)

### Nordische Kombination
- Tadeusz Bafia
Einzel (Normalschanze / 15 km): 18. Platz (400,355)

### Ski Alpin
Frauen
- Katarzyna Szafrańska
Riesenslalom: 16. Platz (2:12,83 min)
Slalom: 17. Platz (1:44,21 min)

### Skispringen
- Piotr Fijas
Normalschanze: 10. Platz (195,4)
Großschanze: 13. Platz (192,6)

- Jan Kowal
Normalschanze: 34. Platz (174,3)
Großschanze: 37. Platz (164,3)